# Буття Браяна за Монті Пайтоном
«Життя Браяна за Монті Пайтон» (англ. Monty Python's Life of Brian), також відомий як «Житіє Браяна» (англ. Life of Brian) — комедія 1979 року, написана, поставлена і зіграна учасниками комік-групи «Монті Пайтон».  
Фільм розповідає про Браяна — звичайного жителя Юдеї часів Ісуса Христа, якого постійно сприймають за месію, що призводить до абсурдних і комічних ситуацій.  
Український переклад зробила студія Омікрон на замовлення Гуртом. Фільм посідає 151-шу позицію (на 29.09.2023) у списку 250 кращих фільмів за версією IMDb.

## Сюжет
У фільмі розповідається історія Браяна Коена, молодого єврея, який народився в тому ж місці й у той самий час, що й Ісус Христос, і згодом помилково прийнятого за месію.
Три мудреці зі Сходу приходять у Вифлеєм, щоби поклонитись новонародженому месії, але помиляються хлівом і складають дари Браяну. Його скупа мати Менді спершу не рада гостям, але охоче приймає їх, коли бачить коштовні дари: золото, ладан і миро (при цьому що таке миро вона взагалі не знає, думаючи, нібито це якась тварина). Щоправда, згодом мудреці розуміють свою помилку, відбирають дари й несуть їх новонародженому Ісусові.
Коли Браян виріс, він працює торговцем їжею в цирку. Разом з матір'ю він слухає проповідь Христа, проте обоє вирішують, що цікавіше дивитися на страту. Менді дорогою купує накладну бороду, щоб вдавати з себе чоловіка, бо жінкам заборонено відвідувати страти. В той час саме страчують чоловіка за богохульство. Майже всі глядачі виявляються переодягненими жінками, що побивають камінням священника, коли він «згадує ім'я Бога надаремно».
Випадково Браян зв'язується з революційною організацією Народний фронт Юдеї (НФІ), яка прагне вигнати римлян і здобути свободу своєму народові. Її керівник Редж дає Браяну випробування на вірність — він мусить написати на стіні палацу «Римляни, забирайтесь геть!» на латині. Ввечері герой написав «Romanes Eunt Domus», що буквально перекладається як «Римлянин, іти дім». Це помічає охоронець палацу, який вирішує провчити неграмотного єврея і змушує написати його сто разів «Romani Ite Domum». НФІ, чекаючи на Браяна, перелічує, що принесли римляни до Юдеї, і робить суперечливий їхнім поглядам висновок, що за римлян стало краще.
Розписавши всю стіну лозунгами, Браян ввійшов у довіру до членів НФІ та отримав право взяти участь у викраденні дружини Понтія Пілата. Але вночі, прокравшись у палац, «фронтовики» натикаються на учасників Руху За Звільнення Галилеї, у яких, як виявляється, був такий самий план. Дві конкурентні організації пересварились між собою і повбивали один одного. Таким чином, залишився живим лише Браян, якого знайшли та ув'язнили охоронці. В ув'язненні він зустрічає невільника, що попри все вважає своє покарання справедливим і схвалює римське панування.
Браяна доставляють на суд до Пілата, який відволікається на легіонерів, що сміються з імені його товариша Довгуса Шнягуса. Браяну завдяки цьому вдається втекти. При цьому він випадково потрапляє на корабель іншопланетян, який унаслідок перестрілки з іншим кораблем опиняється знову біля палацу Пілата.
Браян проходить повз трьох пророків, які роблять абсурдні передбачення, і купує накладну бороду «для дружини». Він добирається до штаб-квартири НФІ. Але туди приходять легіонери, які вирішують обшукати кімнату. При цьому вони не знаходять ні численних повстанців, ні Браяна: він у цей час ховався на балконі. Але балкон тріскає і ламається, тож Браян падає на божевільного «пророка-зануду» і, щоб не потрапити до рук римлян, теж прикидається пророком, переповідаючи ті слова, які він особисто чув із уст Ісуса Христа під час Нагірної проповіді. А коли стражі порядку йдуть, він вирішує припинити цей фарс. Проте, народу припали до душі слова, які він сказав, і його проголосили месією. І як Браян не пробує від них відчепитись, у нього нічого не виходить. Навпаки — кожну його спробу прогнати послідовників вони сприймають за диво. 
На Браяна-пророка звертає увагу Джудіт, дівчина з НФІ. Вона пропонує йому скинути Реджа і самому очолити рух опору. Тепер перед Браяном розкриті величезні можливості, але тут же його ув'язнюють і доставляють до Пілата. Той виносить йому вирок — розп'яття. НФІ з цього приводу починає «термінове обговорення» замість порятунку.
Наближається свято Пасхи і Пілат звертається до юрби з промовою, пропонуючи відпустити одного в'язня. Але натовп замість цього глузує з прокуратора, який не вимовляє звук «р». За цей час Браяна встигають відправити на Голгофу для виконання вироку. Центуріон при цьому дає засудженим інструкції, як правильно йти на розп'яття. Але на майдані з'являється Джудіт, яка просить у Понтія Пілата відпустити її нареченого. Прокуратор Юдеї віддає наказ про помилування «Бваяна з Назавету».
Браян, якого уже встигли розіп'ясти, в цей час заспокоює інший покараний Нахаба, який розповідає, що багатьох повішених на хресті рятують від смерті. Тут же приходять римські легіонери, яким наказано звільнити Браяна з Назарету. Але тут всі розп'яті видають себе за Браяна і римляни вирішують звільнити Нахабу. До Браяна приходять Редж зі своїми поплічниками, Джудіт, Менді, активісти з Юдейського Народного Фронту, але ніхто йому не допомагає. Браян приречений на смерть…
Однак від відчаю його рятує товариш по біді містер Фрісбі, який розвеселяє всіх засуджених піснею «Always Look on the Bright Side of Life» («Завжди дивись на світлу сторону життя»).

## У ролях
- Грехем Чепмен — Браян Коен, Довгус Шнягус, другий мудрець;
- Джон Кліз — першосвященник, Редж, центуріон, Артур, перший мудрець;
- Террі Гілліам — слухач Нагірної проповіді, революціонер, пророк та інші епізодичні ролі;
- Ерік Айдл — Стен або Лоретта, чоловік, що хотів би стати жінкою, містер Фрісбі;
- Террі Джонс — Менді, відлюдник Симон;
- Майкл Пелін — «Носатий», Понтій Пілат, пророк-зануда, третій мудрець;
- Кеннет Коллі — Ісус Христос;
- Сью Джунс-Дейвіс — Джудіт.

## Сприйняття

### Оцінки й відгуки
Згодом після прем'єри «Життя Браяна» регулярно називали претендентом на звання «найкращого комедійного фільму всіх часів». В опитуванні британської телевізійної мережі Channel. 4 цей фільм очолив рейтинг 50 найкращих комедійних фільмів. У 1979 році «Життя Браяна» став четвертим найкасовішим фільмом Великої Британії.
Сайт Rotten Tomatoes присудив фільму 96% схвальних рецензій критиків із середньою оцінкою 8,3/10, що робить «Життя Браяна» однією з найвище оцінених комедій. Консенсус критиків повідомляє: «Один із найсучасніших фільмів 1970-х років, цей релігійний фарс від класичної комедійної трупи настільки ж гострий, як смішний і сатиричний». На Metacritic фільм отримав середню оцінку 77 зі 100, що відповідає категорії «загалом схвальні» рецензії.
За результатами опитування, проведеного організацією «Children's Society» у 2008 році, кожен п'ятий британець хотів би, щоб на його похороні грала фінальна пісня фільму — «Always Look on the Bright Side of Life» («Завжди дивись на світлу сторону життя»).

### Заборони та обмеження
Під час першого виходу у Великій Британії декілька міських рад заборонили фільм, спираючись у цьому рішенні на почуту критику фільму як «богохульного». В деяких із цих міст при тому навіть не було кінотеатрів.
У Швеції прокат фільму супроводжувався слоганом «Таке смішне кіно, що його заборонили в Норвегії!». Під час прокату фільму в Фінляндії було додано вступні титри, які пояснюють, що фільм є пародією на голлівудські історичні епоси.
Біля кінотеатрів у Нью-Йорку відбувалися пікети з плакатами, які проголошували, що назва «Монті Пайтон» видає її диявольську природу: «Пітон = Змій = Сатана». Але в ораторії «Не месія» Террі Гілліам зазначив, що пишається як католики, протестанти та євреї об'єдналися проти фільму.

## Цікаві факти
- Фільм знімався в декораціях, побудованих для серіалу Франко Дзефіреллі «Ісус з Назарета»[12].